# Tragopan temminckii

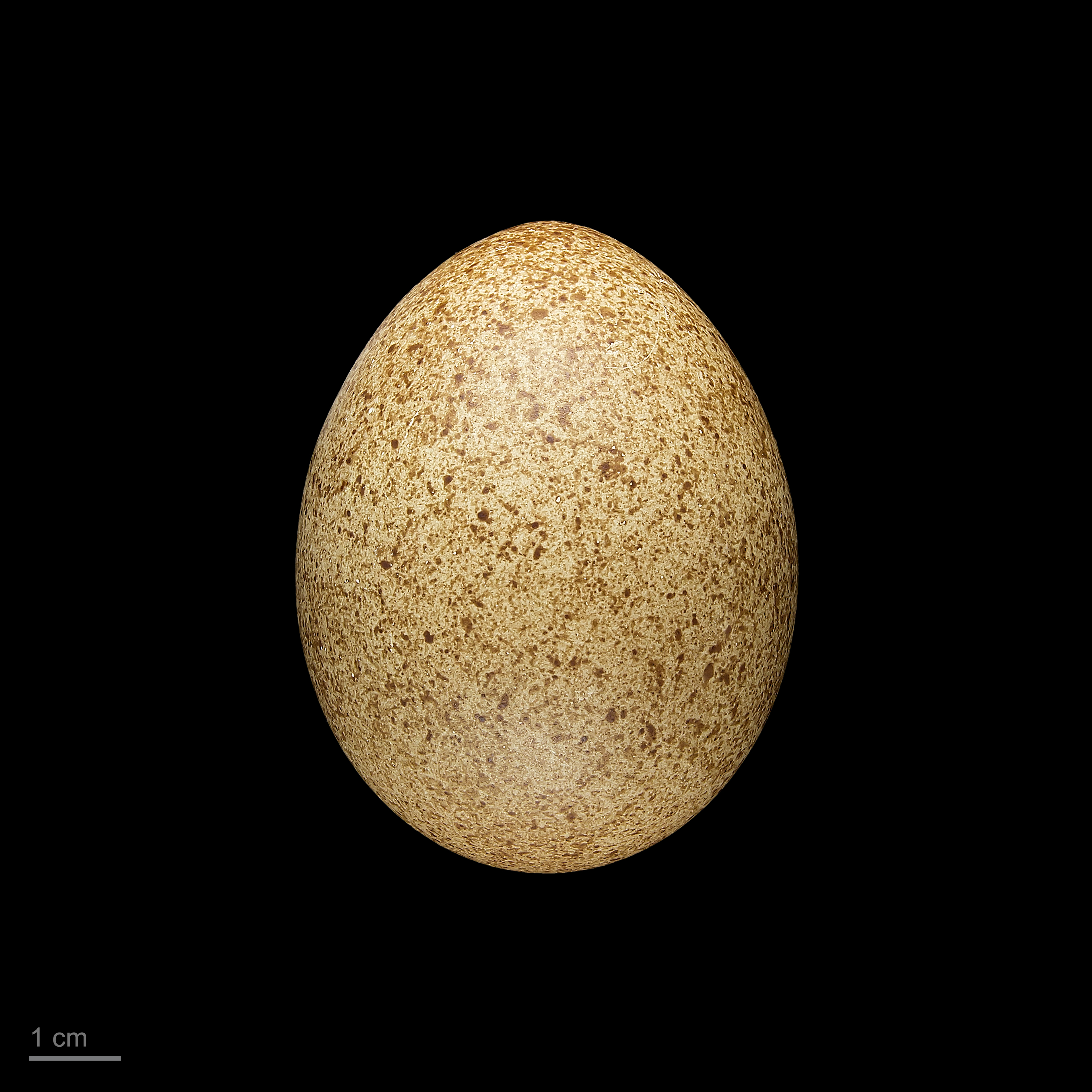
Tragopan temminckii - MHNT

El tragopán de Temminck o tragopán cariazul (Tragopan temminckii) es una especie de ave galliforme de la familia Phasianidae que habita las montañas del noreste de la India hasta China central, norte de Birmania y noroeste de Tonkín. No se conocen subespecies.

## Características
Es notable por la carúncula coloreada que ostenta la garganta del macho, que hincha para exhibirse, hasta que le cubre el pecho.

## Historia natural
Como otras aves de regiones despobladas, es dócil con el hombre. Habita en los bosques de hoja perenne o mixtos de las montañas, se encuentra a altitudes de hasta 4600 m, y suele ser solitaria. Su dieta consiste en materia vegetal como yemas, brotes y semillas, suplementados con insectos.